# أولينثوس
أولينثوس (Όλυνθος) هي مدينة في هالكيديكي في مقاطعة فوريا إلادا في اليونان.

## أعلام
- كاليسثينيس